# Sankhol
Sankhol là một thị trấn thống kê (census town) của quận Jhajjar thuộc bang Haryana, Ấn Độ.

## Nhân khẩu
Theo điều tra dân số năm 2001 của Ấn Độ, Sankhol có dân số 5178 người. Phái nam chiếm 54% tổng số dân và phái nữ chiếm 46%. Sankhol có tỷ lệ 70% biết đọc biết viết, cao hơn tỷ lệ trung bình toàn quốc là 59,5%: tỷ lệ cho phái nam là 78%, và tỷ lệ cho phái nữ là 60%. Tại Sankhol, 13% dân số nhỏ hơn 6 tuổi.